# Cohors I Augusta Thracum
Die Cohors I Augusta Thracum [equitata] (deutsch 1. Kohorte die Augusteische der Thraker [teilberitten]) war eine römische Auxiliareinheit. Sie ist durch Militärdiplome und Inschriften belegt.

## Namensbestandteile
- Augusta: die Augusteische. Die Ehrenbezeichnung bezieht sich auf Augustus.

- Thracum: Die Soldaten der Kohorte wurden bei Aufstellung der Einheit aus dem Volk der Thraker auf dem Gebiet der römischen Provinz Thrakien rekrutiert.

- equitata: teilberitten. Die Einheit war ein gemischter Verband aus Infanterie und Kavallerie.

Da es keine Hinweise auf den Namenszusatz milliaria (1000 Mann) gibt, war die Einheit eine Cohors quingenaria equitata. Die Sollstärke der Kohorte lag bei 600 Mann (480 Mann Infanterie und 120 Reiter), bestehend aus 6 Centurien Infanterie mit jeweils 80 Mann sowie 4 Turmae Kavallerie mit jeweils 30 Reitern.

## Geschichte
Die Kohorte war in den Provinzen Syria und Arabia (in dieser Reihenfolge) stationiert. Sie ist auf Militärdiplomen für die Jahre 88 bis 145 n. Chr. aufgeführt.
Der erste Nachweis der Einheit in Syria beruht auf Diplomen, die auf 88 datiert sind. In den Diplomen wird die Kohorte als Teil der Truppen (siehe Römische Streitkräfte in Syria) aufgeführt, die in der Provinz stationiert waren.
Möglicherweise nahm die Kohorte an der Annexion des Nabatäerreichs durch Trajan um 106 teil und wurde danach in der neuen Provinz stationiert. Der erste Nachweis der Einheit in Arabia beruht auf einem Diplom, das auf 142 datiert ist. In dem Diplom wird die Kohorte als Teil der Truppen (siehe Römische Streitkräfte in Arabia) aufgeführt, die in der Provinz stationiert waren. Ein weiteres Diplom, das auf 145 datiert ist, belegt die Einheit in derselben Provinz.
Ein undatiertes Zeugnis stammt von dem Grab des Reiters Diogenes, der in Memphis (Kurnub) begraben wurde. Die Inschrift könnte aus vorhadrianischer Zeit, wohl kurz nach der Annexion des Nabatäerreichs stammen. Der letzte konkreter datierbare Nachweis der Einheit beruht auf einer Inschrift in griechischer Sprache, die in den Jahren 155/159 entstand. Aus dem Garnisonsort Mothana, im heutigen Syrien, stammen jedoch zwei Inschriften der Kohorte, die womöglich jünger sind, denn der älteste dort datierbare Nachweis stammt von einem Meilenstein, der den Ausbau einer Straße zum damals neugegründeten Kastell für das Jahr 162 n. Chr. festschreibt.

## Standorte
Standorte der Kohorte sind nicht bekannt.

## Angehörige der Kohorte
Folgende Angehörige der Kohorte sind bekannt.

### Kommandeure
| - []ινιος Σεκουν[δος], ein επαρχος - [A]vitius Rufus, ein Präfekt (AE 1955, 228) | - Κατωνιος Μακερ, ein επαρχος - Τι. Κλ(αυδιος) Φι[], ein επαρχος. Er war auch επαρχος der Ala I Ulpia Dromadariorum. |

### Sonstige
| - Diogenes, ein Reiter - Ιουλιος, ein εκατονταρχης | - Λουκιος Οβυλνιος, ein εκατονταρχης |